# Ensligheten
Ensligheten is een plaats in de gemeente Ystad in het Zweedse landschap Skåne en de provincie Skåne län. De plaats heeft 52 inwoners (2005) en een oppervlakte van 13 hectare. Ensligheten wordt voornamelijk omringd door landbouwgrond (vooral akkers), maar net ten noorden van de plaats ligt ook wat bos. De bebouwing in het dorp bestaat voornamelijk uit vrijstaande huizen en om het dorp heen liggen verschillende boerderijen. De stad Ystad ligt zo'n twaalf kilometer ten zuidoosten van het dorp.